# Намхансансон
Намхансансон (кор. 남한산성?, 南漢山城?, буквально «горная крепость Намхан») — крепость на высоте 480 м над уровнем моря к юго-востоку от Сеула на горе Намхансан (кор. 남한산). Территория крепости Намхансансон — Провинциальный парк Намхансансон. В парке расположены крепостные укрепления XVII века и ряд храмов. В 2014 году крепость была включена в список Всемирного наследия ЮНЕСКО.

## История
Традиция связывает Намхансансон с королём Онджо, основателем Пэкче. В 672 году крепость под названием Чуджансон (кор. 주장성?, 晝長城?) была построена на западной оконечности Намхансана для защиты Силла от танского Китая. Позднее крепость получила название Ильчансон (кор. 일장성?, 日長城?). Короли Корё регулярно реставрировали крепость как форпост на подступах к Кванджу.
Большая часть крепости, сохранившаяся до наших дней, была сооружена во времена династии Чосон. Сооружение началось в 1624 году, когда маньчжуры угрожали китайской династии Мин. В 1636 году маньчжуры вторглись в Корею и чосонский король Инджо вместе со своим двором и 13 800 воинами укрылся в Намхансансоне. Здесь они оказались в выгодной оборонительной позиции. Короля защищали 3000 монахов-телохранителей. Маньчжуры не смогли взять крепость штурмом, однако после 45 дней осады пища у защитников закончилась, и король был вынужден сдаться, передав противнику своих сыновей в качестве заложников и отказавшись от поддержки династии Мин. В знак этого события на южной дороге из Сеула в крепость был сооружён монумент Самджондо (кор. 삼전도비?, 三田渡碑?).
После отступления маньчжуров Намхансансон оставался неизменным вплоть до правления короля Сукчжона, который расширил крепость и пристроил Понгамсон  на северо-востоке крепости. Ещё одна пристройка, Ханбонсон, была построена вдоль горного хребта к востоку от крепости в 1693 году. Крепость подверглась обновлению в годы правления короля Ёнджо (1724—1776). Серые кирпичные парапеты были сооружены в 1778 году.

## Провинциальный парк
Крепость оставалась неиспользованной и постепенно разрушалась, пока в 1954 году её не объявили национальным парком и не начали крупномасштабную реставрацию. Ранее в крепости находилось 9 храмов, а также многочисленные командные посты и наблюдательные башни. К настоящему времени сохранился единственный командный пост, Соджандэ (кор. 서장대?, 西將臺?), и единственный храм, Чхангёнса (кор. 창경사). Несколько других храмов, построенных в более позднее время, расположены вдоль дороги вверх к южным воротам и вдоль крепостных стен. Реставрированы северные, южные и восточные ворота.
В 1751 году павильон крепости получил второе название, Муманну (кор. 무망루?, 無忘樓?), «незабываемая башня», в память о позоре капитуляции перед маньчжурами. К тому же времени относится гробница Чхонняндан (кор. 청량당?, 淸凉堂?), сооружённая в память о Ли Хве (кор. 이회), казнённом по ложному обвинению в неверном строительстве южной части Намхансансона.
Рядом с крепостью расположено несколько других исторических памятников, в частности, связанные с королём Онджо из Пэкче павильоны Суннёльджон (кор. 숭렬전?, 崇烈殿?) и Чхимгваджон (кор. 침과정?, 枕戈亭?). Недалеко от западной стены ранее находился обелиск Сонсутхап (кор. 송수탑?, 頌壽塔?) с металлическим фениксом на вершине, сооружённый в честь 80-летия бывшего президента Ли Сынмана в 1955 году. После свержения Ли Сынмана в 1960 году обелиск был снесён (его изображение сохранилось на выпущенной по случаю его сооружения почтовой марке).

Вид на центральную часть Сеула с крепостной стены.

## В культуре
- Фильм Хван Дон Хёка, основанный на одноимённом романе Ким Хуна с Ли Бён Хоном и Ким Юн Соком в главных ролях